# جفاف كوريا 2015
جفاف كوريا هو جفاف بدأ في شهر يونيو عام 2015، والسبب الرئيسي لوقوع الجفاف هو أن كمية الأمطار كان أقل من نصف المتوسط. في يوم 19 يونيو بلغ منسوب المياه في سد سويانغ في 152.24 م، وهو أدنى مستوى من المياه سجلت في كوريا الجنوبية، وذلك بعد 24 يونيو 1978 عندما كان مستوى المياه 151.93 م وكانت بحيرة سويانغ قد تبخرت تماما. كوريا الشمالية في المقابل كانت قد تضررت من الجفاف بشكل شديد، وقامت الأمم المتحدة بتقديم ما يقرب من 110 ملايين دولار من الدعم.